# 613
613 (DCXIII) je bilo navadno leto, ki se je po julijanskem koledarju začelo na ponedeljek.

## Dogodki
- 1. januar

## Smrti
- Brunhilda Avstrazijska, frankovska kraljica (* okoli 543)
- Sigibert II., kralj Avstrazije in Burgundije  (* 602)